# United States Antarctic Program
United States Antarctic Program (USAP) (pol. Program Antarktyczny Stanów Zjednoczonych) – program National Science Foundation (NSF) ustanowiony w 1959 roku, w ramach którego prowadzone są wszystkie badania Antarktydy i operacje logistyczne je wspierające podejmowane przez Stany Zjednoczone. Obejmuje on również zarządzanie statkami na Oceanie Południowym. Ponadto w jego ramach na Antarktydzie utrzymywane są amerykańskie stacje badawcze. Program jest następcą wcześniejszych programów United States Antarctic Research Program (USARP) i United States Antarctic Service (USAS).

## Historia
Stany Zjednoczone prowadzą działalność badawczą na Antarktydzie od 1830 roku, kiedy na kontynent przybył pierwszy naukowiec amerykański James Eights (1798–1882). W 1841 roku amerykańska wyprawa badawcza przeprowadziła prace kartograficzne wybrzeża Antarktydy, potwierdzając, że ląd jest kontynentem. Największa wyprawa, Operacja Highjump – licząca 4700 uczestników przy zastosowaniu 13 statków – została przeprowadzona w 1947 roku.
United States Antarctic Program (USAP) (pol. Program Antarktyczny Stanów Zjednoczonych) ustanowiono w 1959 roku po tym, jak rok wcześniej, podczas Międzynarodowego Roku Geofizycznego 12 państw założyło na Antarktydzie 60 stacji badawczych.

## Działania
W ramach programu prowadzone są wszystkie badania Antarktydy i operacje logistyczne je wspierające podejmowane przez Stany Zjednoczone. Obejmuje on także zarządzanie statkami na Oceanie Południowym.
W ramach programu prowadzone są również trzy całoroczne stacje badawcze:
- McMurdo na południowym wybrzeżu Wyspy Rossa na Morzu Rossa
- Amundsen-Scott South Pole Station w Antarktydzie Wschodniej, na biegunie geograficznym
- Palmer na wyspie Antwerpii